# Песничко умеће (Пол Верлен)
Песничко умеће (фр. L'art poetique) јесте песма француског писца Пола Верлена написана у априлу 1874. и касније објављена код уредника Леона Ванијеа 1882. године у књижевно-уметничком часопису Модерни Париз, а након тога 1884. у збирци Некад и недавно.

## Текст песме

### Оригинал
ART POÉTIQUE
De la musique avant toute chose,
Et pour cela préfère l’Impair
Plus vague et plus soluble dans l’air,
Sans rien en lui qui pèse ou qui pose.
Il faut aussi que tu n’ailles point
Choisir tes mots sans quelque méprise :
Rien de plus cher que la chanson grise
Où l’Indécis au Précis se joint.
C’est des beaux yeux derrière des voiles,
C’est le grand jour tremblant de midi,
C’est, par un ciel d’automne attiédi,
Le bleu fouillis des claires étoiles !
Car nous voulons la Nuance encor,
Pas la Couleur, rien que la nuance !
Oh ! la nuance seule fiance
Le rêve au rêve et la flûte au cor !
Fuis du plus loin la Pointe assassine,
L’Esprit cruel et le Rire impur,
Qui font pleurer les yeux de l’Azur,
Et tout cet ail de basse cuisine !
Prends l’éloquence et tords-lui son cou !
Tu feras bien, en train d’énergie,
De rendre un peu la Rime assagie.
Si l’on n’y veille, elle ira jusqu’où ?
Ô qui dira les torts de la Rime ?
Quel enfant sourd ou quel nègre fou
Nous a forgé ce bijou d’un sou
Qui sonne creux et faux sous la lime ?
De la musique encore et toujours !
Que ton vers soit la chose envolée
Qu’on sent qui fuit d’une âme en allée
Vers d’autres cieux à d’autres amours.
Que ton vers soit la bonne aventure
Éparse au vent crispé du matin
Qui va fleurant la menthe et le thym…
Et tout le reste est littérature.

### Превод
ПЕСНИЧКО УМЕЋЕ
Музика пре свега нек те брине
и зато Непар нек ти пева
што мутан лакше се прелива,
а све без позе и тежине.
Кад бираш речи, нек ти годи
да их не бираш без презира:
сива нас песма више дира,
кад се Нејасно с Јасним води.
То су за велом очи красне,
сјај сунца кад трепти зраком,
ил' на јесенском небу млаком
у плавој збрци звезде јасне.
Нек нам је још и Прелив дан,
једино прелив, а без Боје!
Само преливи лако споје
флауту с рогом, сан уз сан.
Од Досетке ти бежи смеле,
од крута Духа, Смеха гњила;
с њих плачу очи Плаветнила;
све је то лук из просте зделе!
Речитост зграби, врат јој стежи!
При раду ти се често сети
и Риму малко опамети,
јер пустиш ли је, она бежи.
За грехе Риме нема речи!
Зар глуво дете, Црнац луди
тај јефтин накит нама нуди
што под турпијом празно звечи?
Музике још, и свеђ, и дуго,
да стих ти тако смео важи
летећи из душе која тражи
друге љубави, небо друго.
Нек стих ти буде авантура,
у хитром ветру јутра расут,
од ког метвица и смиљe цвату...
Све друго је – литература.

## Форма и посвета
Песма је посвећена Шарлсу Морису, у његовом издању у збирци Некад и недавно. Састоји се из девет катрена, с обгљеном римом, и из деветераца, у складу са стихом: И зато непар нек ти пева. Иако је Верлен назива једном једноставном песмом, оновременици су је доживљававали као својеврстан манифест симболизма. Што се тиче версификације, у песми се инсистира на кратком метру и непару који са собом доноси мелодичност речи и изнијансираност израза. Верлен песмом формира правила и у истој тој песми их и сам поштује.

## Адаптације
Певач и кантаутор Лео Фере, између осталих, испевао је и ову Верленову песму у свом албуму под називом Верлен и Рембо, објављеном 1964. године.